# Apertura Kotroc
L'apertura Kotroc (nota anche nei paesi anglosassoni come apertura o attacco Durkin) è l'apertura nel gioco degli scacchi caratterizzata dalla mossa:
1. Ca3

Data la sua rarità, essa viene classificata dall'enciclopedia delle aperture scacchistiche tra quelle di codice A00.

## Analisi
Questo bizzarro sviluppo del cavallo del lato di donna spreca di fatto il vantaggio del bianco di avere la prima mossa. Dalla casa a3 il cavallo non aiuta nel controllo del centro e ha mobilità limitata. È probabile che il cavallo sarà mosso di nuovo, ad esempio dopo:
1. … d5
2. c4 dxc4
3. Cxc4

se questo è il piano del bianco, sarebbe più logico giocare 1.c4 (la partita inglese) e sviluppare il cavallo successivamente.
Alcune continuazioni possibili sono:
1…d5
2.c4 (rende possibili trasposizioni nella partita inglese)
2.d4 (variante chiusa)
1… e5
2.e3 (variante posizionale)